# Глыбовский, Роман Евгеньевич
Роман Евгеньевич Глыбовский(11 марта 1971 г. в Арзамасе Горьковской области — 1 сентября 2010 г. во время восхождения на пик МНР в Приэльбрусье) — иерей, г. Калуга. Клирик Иоанно-Предтеченского храма г. Калуги, преподаватель Калужской духовной семинарии, духовник Калужского молодёжного общества.

## Биография
Священник Роман Евгеньевич Глыбовский родился 11 марта 1971 г. в Арзамасе Горьковской области, в семье служащих. Был крещён, когда ему исполнилось 3 года, в храме Смоленской иконы Божией Матери с. Выездное Арзамасского района Горьковской области.
В 1988 г. окончил среднюю школу. По окончании в 1994 г. факультета космонавтики Московского авиационного института с квалификацией инженер-системотехник, продолжил обучение в Московской духовной семинарии. Роман Евгеньевич работал программистом в Издательском отделе Троице-Сергиевой лавры.
27 ноября 1999 г. епископ (ныне архиепископ) Верейский Евгений, ректор Московских духовных школ, рукоположил его в сан диакона.
В 2001 г., по окончании семинарии, диакон Роман Глыбовский был направлен в Калужскую епархию.
30 июня 2001 г. он был зачислен в клир епархии и определён штатным диаконом к Свято-Георгиевскому собору в Калуге.
28 апреля 2002 г., в праздник Входа Господня во Иерусалим, за Божественной литургией в Свято-Троицком кафедральном соборе в Калуге архиепископом (ныне митрополитом) Калужским и Боровским Климентом рукоположен в сан иерея. Был назначен штатным священником храма в честь святого Иоанна Предтечи в Калуге, где служил до последних дней своей жизни.
Преподавал в Калужской духовной семинарии, читал лекции в Калужском педагогическом университете. Также преподавал «Основы православной культуры» в медицинском техникуме, был духовником Калужского молодёжного движения. Имея 20-летний опыт путешественника и альпиниста, организовывал вместе со студентами молодёжные сухопутные, водные и горные походы.

Летом 2010 г. принял участие в научно-спортивной экспедиции на Аляску, где сделал научное открытие, обнаружив Колмаковский редут.
Имея 20-летний опыт путешествий и альпинизма, организовывал вместе со студентами молодёжные сухопутные, водные и горные походы.

### Гибель
Отец Роман принимал участие в туристическом походе по Кавказу вместе с представителями молодёжного движения Калуги. Он трагически погиб, сорвавшись со скалы во время подъёма на гору, 1 сентября 2010 г. во время восхождения на пик МНР.
3 сентября к спасателям Эльбрусского поисково-спасательного отряда пришла девушка, сообщившая, что она совершала восхождение на пик МНР — Монгольской Народной Республики (3810 м) — в связке со священником храма Иоанна Предтечи из Калуги Романом Глыбовским. При спуске с вершины на дюльфере о. Роман сорвался и был еще жив, когда напарница отправилась за спасателями. (Рации у них не было, так как связка не регистрировалась в МЧС). Сотрудники Эльбрусской ПСС три дня искали священника.
Наконец, 7 сентября его тело было обнаружено.
1 сентября, спускаясь на дюльфере с вершины пика МНР (3810 м, Приэльбрусье), произошёл срыв. Напарница Ромы, Ирина, спустилась к нему, когда он ещё был жив, но находился без сознания. Но уже во время попыток оказать ему первую помощь, Рома умер. Позднее, врач, осматривавший Романа, сказал, что полученные черепно-мозговые травмы были несовместимы с жизнью…

Теперь очень сложно достоверно говорить о причинах случившегося. Известно только то, что Рома и Ира собирались подниматься на вершину по простому, «единичному», маршруту. Но сбились с пути и оказались на маршруте 3А. Времени до темноты уже немного. Несколько дюльферов на спуск по двойной верёвке. Концы — незакреплённые, несвязанные и без узлов. А на дюльфере, ставшем последним, ещё и невыровненные…

Похоронили отца Романа на Трифоновском кладбище на Малинниках, за алтарём храма.

### Семья
У отца Романа остались жена и пятеро детей.

### Награды
2006 г. — награждён наперсным крестом за усердное пастырское служение.

### Цитаты
Отец Роман писал в комментарии к своим горным фотографиям:
«Я убеждён, что то необъяснимое изменение, происходящее с человеком в горах, происходит по причине глубокой символичности мира. Горы, как и небо — естественные символы Горнего, духовного. Наверное поэтому, там в особой мере концентрируется красота и опасность, величие и покой. И человек испытывается, в нём все качества обнажаются. Можно приехать обновлённым, неся в себе свет этой красоты. И… слабые отсветы его на плёнке:-)»